# Pfalz Worms
Die Pfalz Worms war eine Königspfalz in Worms die den deutschen Königen bei Aufenthalten in der Stadt als Residenz diente. Die Anlage ist nicht erhalten.

## Geografische Lage
Der Standort der ehemaligen Wormser Pfalz ist nicht bekannt. 

„Selten ist die Frage nach dem Ort einer Pfalz so umstritten und unklar wie in Worms.“

Es gibt eine Reihe schriftlicher Belege zu der Anlage, von denen aber keiner einen Hinweis auf die Lage der Pfalz in der Stadt gibt und auch keinen archäologischen Befund. So ist die Position des Bauwerks in oder zu der Stadt unbekannt. Diskutiert wurden eine Reihe möglicher Standorte, von denen einige lediglich Vermutungen fantasiebegabter Heimatforscher waren. Ernsthaft in Betracht kommen der Bereich
- des späteren Bischofshofs, unmittelbar nördlich des Doms und
- der salischen Grafenburg an der Ostseite der Stadtbefestigung Worms.

Für den Bereich der salischen Grafenburg spricht deren Lage an der spätrömischen Stadtmauer und deren hier vermuteter Ecke, eine typische Position für eine solche Anlage. Unklar bleibt dabei zum einen, wie die karolingische Pfalz in die Hände der Salier gelangt sein soll, zum andern wird die königliche Pfalz in dieser Funktion noch in der Regierungszeit Konrad II. (1024–1039) erwähnt. Aber bereits 1002 schenkte König Heinrich II. dem Bistum Worms den Besitz von Herzog Otto von Worms in der Stadt. Dazu gehörte auch die Burg der Salier. Bischof Burchard ließ laut Vita Burchardi unmittelbar nach der Räumung der Burg durch den Herzog die Burg abreißen und begann mit dem Bau der Stiftskirche St. Paulus auf dem Gelände. Dieser zeitliche Ablauf spricht gegen die Annahme, die salische Grafenburg und die Königspfalz seien identisch.
Für den Bereich des späteren Bischofshofes spricht die Lage direkt nördlich des Domes. Die räumliche Konstellation entspräche dann etwa der in Aachen. Dieser Standort der Königspfalz Worms wird von einigen Autoren angenommen. Einen Beweis für diesen Standort gibt es aber nicht. Die älteste schriftliche Quelle zum Bischofshof stammt erst aus dem 13. Jahrhundert. Für die Pfalz wird von diesen Autoren angenommen, dass sie dann ähnlich dem späteren Bischofshof als Gebäuderiegel zwischen Dom und der (bischöflichen) „Pfalzkapelle“ St. Stephan stand.
Eine weitere königliche Residenz im Einzugsbereich von Worms lag im oder beim Cyriakusstift in Neuhausen. Sie wurde aber erst am Anfang des 12. Jahrhunderts errichtet, vermutlich unter dem Propst Adalbert, der zugleich Kanzler von Kaiser Heinrich V. war. So war es auch Heinrich V., der nachweislich erstmals diese Residenz 1111 nutzte. Sie kann deshalb mit der karolingischen Pfalz nicht identisch sein. Ältere Spekulationen, dass es sich hierbei um eine merowingische Königspfalz handelte, entbehren jeder sachlichen Grundlage.

## Nachweise
Die schriftlichen Belege zu der Anlage erstrecken sich über mehrere Jahrhunderte. Obwohl ab 764 immer wieder Königsaufenthalte in Worms belegt sind, wird die Pfalz erstmals ausdrücklich in einer Urkunde des Jahres 786, sodann in der Nachricht über den Brand in der Pfalz 790 und noch ein weiteres Mal im gleichen Jahr genannt. Die folgenden Erwähnungen stammen aus den Jahren 821, 829, einer Urkunde aus dem dritten Viertel des 10. Jahrhunderts und einer der Regierungszeit Konrad II. (1024–1039). Dies scheint die letzte erhaltene, explizite Erwähnung der Pfalz zu sein.

## Geschichte
Herrscheraufenthalte in Worms zu merowingischer Zeit sind selten bezeugt und die Stadt hatte in dieser Zeit keine große Bedeutung. Ein Beleg für eine Pfalz in dieser Zeit in Worms fehlt.
Das ändert sich unter den Karolingern grundsätzlich. Spätestens mit der Reichsversammlung von 764 setzt eine dichte Reihe von Herrscheraufenthalten in der Stadt durch Pippin den Jüngeren und anschließend Karl den Großen ein. Für diese häufigen – auch längeren – Aufenthalte wird vorausgesetzt, dass es in Worms eine Königspfalz gab. Über eine Reihe von Reichsversammlungen sind weitere Herrscheraufenthalte belegt.
Diese Phase intensiver Nutzung endete 791, denn im Winter 790/791 gab es einen nächtlichen Brand in der Pfalz. Zu dem Schadensumfang erwähnen die Annales Moselani, dass die Pfalz „teilweise“ abgebrannt sei. König Karl blieb noch bis Ostern 791 in Worms, was ebenfalls gegen eine komplette Zerstörung der Anlage spricht, zum andern war das aber auch sein letzter Aufenthalt dort. Ob das mit der Beschädigung durch den Brand zusammenhing oder ob das durch die folgend intensivere Nutzung der Aachener Königspfalz bedingt war, ist unbekannt.
821 muss die Pfalz wieder voll funktionsfähig gewesen sein, denn König Ludwig I. (der Fromme) wies sie seinem Sohn Lothar (I.) zur Überwinterung an. Bis zum Anfang des 11. Jahrhunderts wird das Bauwerk immer wieder erwähnt und diente seinem Zweck, den König mit seinem Hof unterzubringen, wenn er in Worms residierte.
Die weitere Entwicklung ist unbekannt.
Rekonstruktionen der Pfalz aufgrund sehr viel jüngerer Dokumente sind rein hypothetisch.